# Lex Barker
Lex Barker, właściwie Alexander Crichlow Barker Jr. (ur. 8 maja 1919 w Rye w stanie Nowy Jork, zm. 11 maja 1973 r. w Nowym Jorku) – amerykański aktor filmowy i telewizyjny,  występował w roli Tarzana oraz Old Shatterhanda, jednego z głównych bohaterów powieści Karola Maya.

## Życiorys

### Wczesne lata
Urodził się w Rye w Nowym Jorku jako drugie dziecko urodzonego w Kanadzie bogatego wykonawcy budowlanego Alexandra Crichlowa Barkera Sr. i Marion Thornton Barker. Był także potomkiem Rogera Williamsa, angielskiego duchownego protestanckiego, pioniera baptyzmu w Ameryce Północnej, założyciela północnoamerykańskiej kolonii Rhode Island (obecnie stan USA), i sir Williama Henry’ego Crichlowa, historycznego gubernatora generalnego z Barbados. Barker miał starszą siostrę, Fredericę Amelię (1917-1980). Jego ojciec później pracował jako makler papierów wartościowych.
Wychowywał się w Nowym Jorku i Port Chester w hrabstwie Westchester. Po ukończeniu Fessenden School, kontynuował edukację w Phillips Exeter Academy. Grał w piłkę nożną, a także na oboju. Uczęszczał na Uniwersytecie Princeton, ale porzucił uczelnię na rzecz kariery teatralnej ku rozczarowaniu rodziny.

### Kariera
W 1938 r. zadebiutował na scenie Off-Broadwayu w komedii Williama Shakespeare’a Wesołe kumoszki z Windsoru. Miał też niewielką rolę w katastrofalnej sztuce Orsona Wellesa Pięciu królów (Five Kings), która spotkała się z negatywnym przyjęciem w Bostonie i Filadelfii i nigdy nie dostała się na sceny Nowego Jorku. W 1939 r. został zauważony przez producentów z 20th Century Fox i zaproponowano mu kontrakt filmowy, ale nie mógł przekonać rodziców do jego podpisania (był nieletni). W 1940 r. pracował w stalowni i studiował inżynierię w nocy.
W lutym 1941 r., dziesięć miesięcy przed atakiem na Pearl Harbor, Barker w czasie II wojny światowej wstąpił do armii amerykańskiej i dosłużył się stopnia majora. W 1943 r. był ranny w akcji (w głowę i nogi) i walkach na Sycylii.
W 1945 r. podpisał swój pierwszy kontrakt na nakręcenie komedii muzycznej Doll Face, gdzie zadebiutował niewielką rolą Jacka, gwardzisty nadbrzeżnego. Przełom nastąpił w 1948 r. gdy otrzymał rolę Tarzana w filmie Magiczna fontanna Tarzana (Tarzan's Magic Fountain) zastępując Johnny’ego Weissmullera. Zyskał potem także sławę rolami w ekranizacjach dzieł Karola Maya, szczególnie jako Old Shatterhand.

### Życie prywatne
21 stycznia 1942 r., w wieku 23 lat, poślubił Constance Rhodes Thurlow (1918-1975), córkę Leona Rodosa Thurlowa, wiceprezesa Decorated Metal Manufacturing Company. Tego samego roku został wezwany do służby wojskowej w Afryce Północnej. Mieli dwójkę dzieci: córkę Lynn Thurlow Barker (ur. 11 kwietnia 1943, zm. 2010) i syna Alexandra „Zana” Crichlowa Barkera III (ur. 25 marca 1947, zm. 2 października 2012). 2 listopada 1950 r. doszło do rozwodu. W 1952 r. Constance Barker wyszła za mąż po raz drugi za Johna Lawrence’a Adamsa, potomka prawnika, dyplomaty i polityka Johna Quincy Adamsa.
16 kwietnia 1951 r. ożenił się z aktorką Arlene Dahl, ale to małżeństwo przetrwało do 15 października 1952 r. 25 czerwca 1954 r. Arlene wyszła za mąż za aktora Fernando Lamasa, z którym ma syna Lorenzo (ur. 20 stycznia 1958).
8 września 1953 r. Lex Barker stanął po raz trzeci na ślubnym kobiercu z aktorką Laną Turner. Lecz i ten związek przestał istnieć 22 lipca 1957 r. W książce „Detour: a Hollywood Tragedy – My Life With Lana Turner, My Mother” (1988) napisanej przez córkę Lany i Steve’a Crane’a - Cheryl Crane, autorka wielokrotnie twierdziła, że Barker molestował i gwałcił ją, i że po tym, gdy poinformowała swoją matkę o tym - rozwiedli się.
W 1957 r. we Włoszech poznał szwajcarską studentkę Irene Labhart, z którą się ożenił 14 marca w Rzymie. Mieli jednego syna Christophera (ur. 2 maja 1960), który został aktorem i piosenkarzem. W 1962 r. Irene Labhart popełniła samobójstwo.
W 1963 r. Barker związał się z niemiecką aktorką i piosenkarką Heidi Brühl (1941-1991).
6 marca 1965 r. na jachcie „Piotruś Pan” poślubił Miss Hiszpanii - Marię del Carmen Cervera. Jednak w 1972 r. doszło do sprawy rozwodowej, choć rozwód nie uważany był jako prawomocny. W latach 1985–2002 Carmen Cervera była piątą i ostatnią żoną przemysłowca i kolekcjonera sztuki, miliardera Hansa Heinricha von Thyssena-Bornemiszy.
Barker zmarł na atak serca trzy dni po swoich 54. urodzinach, 11 maja 1973. podczas spaceru na Manhattanie ulicami 61st Street i Lexington w Nowym Jorku ze swoją partnerką aktorką Karen Kondazian.

## Wybrana filmografia
- 1945: Doll Face jako Jack
- 1947: Córka farmera (The Farmer's Daughter) jako Olaf Holstrom
- 1947: Krzyżowy ogień (Crossfire) jako Harry
- 1960: Słodkie życie (La Dolce vita) jako Robert
- 1960: Robin Hood i piraci (Robin Hood e i pirati) jako Robin Hood
- 1962: Skarb w Srebrnym Jeziorze (Der Schatz im Silbersee) jako Old Shatterhand
- 1963: Winnetou: Złoto Apaczów (Winnetou 1. Teil) jako Old Shatterhand
- 1964: Winnetou II: Ostatni renegaci (Winnetou 2. Teil) jako Old Shatterhand
- 1964: Winnetou i Old Shatterhand (Old Shatterhand) (1964) jako Old Shatterhand
- 1965: Winnetou III: Ostatnia walka (Winnetou 3. Teil) jako Old Shatterhand
- 1966: Winnetou i Apanaczi (Winnetou und das Halbblut Apanatschi) jako Old Shatterhand
- 1968: Winnetou w Dolinie Śmierci (Winnetou und Shatterhand im Tal der Toten) jako Old Shatterhand